# Charles Rollin
Charles Rollin (Parigi, 30 gennaio 1661 – Parigi, 14 settembre 1741) è stato uno storico francese.

## Biografia
Figlio di un coltellinaio, ottenne una borsa di studio per frequentare i corsi di teologia nel collegio Du Plessis, senza prendere i voti. Vi divenne lettore nel 1683, professore di retorica nel 1687 e divenne nel 1688 professore di eloquenza al Collège royal. 
Nel 1694 fu rettore dell'Università di Parigi e nel 1701 associato dell'Académie royale des inscriptions et médailles, ma non riuscì ad essere ammesso all'Académie française. 
Nel 1696 diresse il collegio di Beauvais, portandolo all'eccellenza, ma dopo 15 anni fu bruscamente sostituito con l'accusa di giansenismo. Nel 1739 si pronunciò nettamente contro la bolla Unigenitus con la quale papa Clemente XI condannava il giansenismo, e per questo motivo, destituito da ogni incarico, consacrò gli ultimi due anni della sua vita al compimento della sua Storia romana.

## Opere

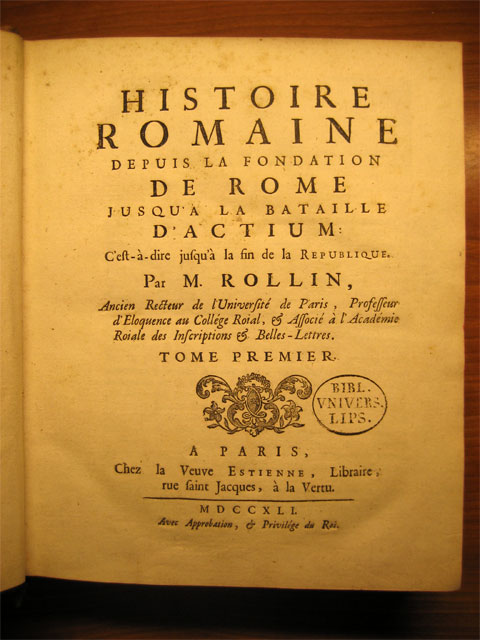
LHistoire romaine, 1741

- Edizione abbreviata delle Istituzioni di Quintiliano,  (1715), 2 voll. in-12
- Traité des Études (1726), 4 voll. in-12, un riassunto del sistema educativo adottato nel collegio di Beauvais, nel quale si privilegiava, contrariamente alla tradizione, l'uso della lingua francese al posto della latina durante le lezioni
- Histoire ancienne des Égyptiens, des Carthaginois, des Assyriens, des Babyloniens, des Mèdes et des Perses, des Macédoniens, des Grecs (1730-1738), 13 voll.
- Histoire romaine depuis la fondation de Rome jusqu'à la bataille d'Actium (1738-1741), 5 voll., incompiuta e terminata da Crevier
- De la manière d'enseigner et d'étudier les belles-lettres, par rapport à l'esprit & au cœur, Paris, chez la veuve Estienne, 1740
- Lettres, Discours latins, vers latins (1771), 2 voll. in-12

Postume apparvero nel 1825 le  Œuvres diverses e le Œuvres complètes in 30 volumi nel 1821-1827